# Hahnemann Guimarães
Hahnemann Guimarães (Rio de Janeiro, 27 de novembro de 1901 – 14 de abril de 1980) foi um professor universitário e jurista brasileiro.
Graduou-se em direito pela Universidade do Rio de Janeiro (atual Universidade Federal do Rio de Janeiro - UFRJ) em 1923. Foi docente de Direito Romano na mesma universidade, assumindo mais tarde também a cadeira de direito civil.
Foi Consultor-Geral da República, de 13 de maio de 1941 a 19 de maio de 1945 e Procurador-Geral da República de 1945 a 1946.
Em 1946 foi nomeado ministro do Supremo Tribunal Federal, por decreto do presidente Eurico Gaspar Dutra, assumindo a vaga aberta pela morte de Valdemar Falcão. Depois de 20 anos de atuação no tribunal, chegou a ser eleito presidente do órgão, em 1966. No entanto, recusou-se a assumir a presidência, por motivos de saúde. Um ano depois, a doença o levou a se retirar do STF. Foi sucedido por Themístocles Brandão Cavalcanti.
Morreu em 1980, no Rio de Janeiro.